# Zabrežje
Zabrežje (cyr. Забрежје) – wieś w Serbii, w mieście Belgrad, w gminie miejskiej Obrenovac. W 2011 roku liczyła 2371 mieszkańców.